# Paasvollemaan
Paasvollemaan is de eerste volle maan na de voorjaarsequinox. Deze is belangrijk voor het bepalen van de paasdatum, de eerste zondag na de paasvollemaan.
In de loop van de derde eeuw kwamen paastabellen in gebruik, tabellen waarmee data van paaszondag kunnen worden gevonden. In het begin van de derde eeuw waren tijdrekenaars van sommige kerken, waaronder de kerk van Rome en die van Alexandrië, hun eigen periodieke rijen data van paasvollemaan gaan berekenen, teneinde hun eigen data van paaszondag te kunnen bepalen. Deze zondag kwam min of meer overeen met de veertiende dag van nisan; deze voorbereidingsdag van Pesach was de eerste dag van het joodse paasfeest.
Omdat in Europa destijds de joodse kalender niet berekend kon worden, verving de kerk van Rome deze data door data van paasvollemaan die aangepast waren aan de juliaanse kalender. De kerk van Alexandrië paste op soortgelijke manier de data aan de Egyptische kalender aan. Uiteraard konden periodieke rijen data van paasvollemaan en onberekenbare rijen data van de veertiende dag van nisan in geen geval geheel met elkaar overeenstemmen, hoewel ze oorspronkelijk zo min mogelijk verschilden.
Uiteindelijk ging, in verband met de bepaling van de lentenachtevening op 21 maart, zowel de aanpassing van nisan aan de Egyptische kalender (rond het jaar 300) als die aan de juliaanse kalender (rond het jaar 400) gepaard met een relatief aanzienlijke verschuiving in de tijd: ruwweg twee dagen. Gedurende vier eeuwen konden de toen door de verschillende kerken gehanteerde rijen data van paasvollemaan grote verschillen vertonen, wat er de voornaamste oorzaak van was dat de paastabellen die toen door de verschillende kerken werden gepropageerd maar al te vaak sterk verschilden en niet leidden tot dezelfde data voor de viering van paaszondag.